# Annibale II Bentivoglio
Annibale II Bentivoglio, także Hannibal II Bentivoglio (ur. 1469 w Bolonii, zm. 24 czerwca 1540 w Ferrarze) – pan Bolonii w latach 1511–1512. Ostatni przedstawiciel rodu Bentivoglio, de facto władającego Bolonią od początku XV wieku.
Był najstarszym z szesnaściorga dzieci seniora Bolonii od 1462, Giovanniego II i Ginevry Sforzy, nieślubnej córki pana Pesaro Alessandro Sforzy.
W 1474 został pasowany na rycerza przez duńskiego króla Chrystiana I Oldenburga. Od 1478 do 1481 roku przebywał w Ferrarze na dworze Ercole I d'Este, który wkrótce dał mu swoją córkę za żonę. Później służył Florencji, jednak musiał powrócić do rodzinnego miasta w 1488 po nieudanym spisku Malvezzich na życie rodziny. W 1494 roku odpierał najazd króla francuskiego Karola VIII. W 1500 po tym, jak jego ojciec zmienił sojusznika zapłacił francuskiemu zarządcy w Mediolanie, Gian Giacomo Trivulzio, 50 tys. dukatów, aby mieć gwarancję, że Francuzi nie najadą jego miasta. Władza jego ojca w Bolonii słabła na skutek spisków, a upadła ostatecznie w roku 1506, kiedy to wojska papieża Juliusza II najechały na miasto i złupiły pałac rodziny Bentivoglio. Annibale i jego brat Hermes pozostali w mieście, aby ułatwić ewentualny powrót ojca. Ten jednak ze względu na sytuację polityczną nie nastąpił, a Giovanni zmarł w roku 1508. 
Annibale próbował odzyskać władzę w mieście, ale mieszkańcy pozostali wierni papieżowi. W 1511 zorganizował lepiej przygotowaną wyprawę militarną przy wsparciu Wenecjan i Francuzów, dzięki czemu udało mu się odzyskać władzę, wypędziwszy siły papieskie. Po porażce francuskiej 10 lipca 1512 roku został wygnany z Bolonii. Annibale próbował odzyskać władzę, gdy papieżem został Leon X, jednak bezskutecznie. Do śmierci w 1540 roku pozostał w Ferrarze, a na sześć lat przed śmiercią otrzymał od cesarza Karola V Habsburga Covo i Antegnate jako lenna.

## Małżeństwo i potomstwo
W 1487 roku poślubił Lukrecję d'Este, naturalną córkę władcy Ferrary Ercole I d'Este. Z okazji ich hucznego ślubu m.in. wystawiono sztukę Niccola da Correggio Cefalo. Miał z nią następujące dzieci:
- Constanzo, męża Eleny Rangoni;
- Ercole (1506–1573), literata;
- Alfonsa (1490-?), kawalera;
- Cornelio;
- Ferrante;
- Lucrezię, mniszkę
- Camillę (zm. 1529), żonę Pirro Gonzaga, kondotiera, seniora Bozzolo;
- Ermesa;
- Betarice;
- Biankę;
- Luigiego;
- Maurę, mniszkę;
- Ginevrę, żonę Guido da Correggio, a potem Costanzo Vistorini.

Miał także nieślubnego syna, Alessandro.